# Eustachio Celebrino
Eustachio Celebrino, né en 1490 environ à Udine, et mort après 1535, est un graveur, calligraphe et écrivain italien.               

## Biographie
Eustachio Celebrino est né à Udine. La date se sa naissance peut être située autour de 1490.  En effet, dans un texte publié vraisemblablement en 1525 (Dechiarazione perché non è venuto il diluvio del MDXXIIII), il affirme être « au milieu du voyage de sa vie », ce qui selon les canons de Dante correspond à 35 ans. 
Gian Giuseppe Liruti, son premier et complaisant biographe, lui attribue un diplôme de philosophie et de médecine de l'Université de Padoue. Mais les registres de cette université ne conservent aucune trace de son inscription. Celebrino a écrit deux opuscules sur des sujets médicaux (Regimento mirabile et verissimo ad conservare la sanità nel tempo de peste del 1522  et Questo è lo modo da guarir del mal francioso de 1526), mais il s'agit de simples compilations. La formation du Celebrino était celle d’un artiste, dans le sens d’artisan  il dit lui-même de lui-même : « je me suis toujours consacré aux arts ».

### Graveur et calligraphe
Il quitte Udine en 1511, dans des circonstances obscures, en conflit avec un ami ou un membre de la famille.  La même année, il signe sa première gravure connue, une xylographie ornant le frontispice du Libro d'arme e d'amore chiamato Gisberto da Mascona de Francesco Luzio da Trevi, imprimé à Pérouse par Girolamo Cartolari. Il reste à Pérouse au moins jusqu'en 1518, continuant à travailler pour l’imprimerie des Cartolari et pour celle de Cosimo Bianchino del Leone. 
Dans les années 1523-1525, il vit à Venise, et travaille dans des ateliers qui ont marqué l’histoire de la calligraphie italienne et européenne. En 1523, en effet, il collabore à l'édition du Modo de temperare le penne con le varie sorti de littere, manuel de calligraphie de Ludovico degli Arrighi, dit le Vicentino, pour lequel il réalise les xylographies.  En 1524 et 1525, il grave sur bois les illustrations du manuel de Giovanni Antonio Tagliente La vera arte de lo excellente scrivere. Enfin, en 1525 également, il publie son propre traité : Il modo di imparare di scriver lettera merchantescha et etiam a far lo inchiostro et cognoscere la carta. Con el modo de temperare la penna. Composto et fatto per lo Ingenioso Maistro Eustachio Cellebrino da Udene lo anno santo MDXXVI  [1525]. Ses thèses sont à contre-courant d'une époque où triomphe la cancelleresca (les italiques qui vont bientôt s’imposer à la plus grande partie de l’Europe, avant de prendre le nom d’italico), et il défend les caractères mercantesca, de plus en plus perçus comme démodés. Toute l'oeuvre d'Eustachio est empreinte d'archaïsme, mais aussi d'un goût ajusté.

### Écrivain
À partir de 1522 au moins, Eustachio Celebrino ajoute à ses activités de graveur et de calligraphe, celles d'écrivain, se consacrant à la rédaction et à l'impression de diverses brochures de petit  format, faciles à vendre, proches parfois du charlanisme. 
Outre les deux opuscules à caractère médical déjà cités, en font partie la Dechiarazion de 1525, qui se moque des astrologues qui avaient prédit une catastrophe aquatique qui aurait eu pour effet de détruire l’humanité en 1524, un manuel d’apprentissage de la langue turque (Opera a chi si dillettasse de saper domandar ciascheduna cosa in Turchesco, sans date), un traité de maquillage féminin (Venusta, 1526), des exemples de lettres d’amour (Chiave d'amore, 1527), un livre de secrets (Probatum est, 1527) ou un petit manuel pour apprendre à dresser une table (Refettorio, 1527).  Il a publié un recueil de rimes, dans le goût actuel de Petrarque (Pantheon, 1525), et deux récits en vers: Fenitio (1530) et la Novella de uno prete(1535).  Son œuvre la plus célèbre est La presa di Roma (1528), qui raconte en vers le sac de Rome de 1527 et qui a été réimprimée plusieurs fois avec des titres différents.  
Il séjourne encore quelques années à Venise, travaillant notamment à l'imprimerie de Francesco Bindoni et Maffeo Pasini. Il part ensuite à Cesena, où il collabore avec Girolamo Soncino. Après 1535, date de la première édition de sa Novella , il n’y a plus de nouvelles de lui.

## Ouvrages
- Regimento mirabile et verissimo ad conseruare la sanità nel tempo de peste. Con li remedij necessarij et perfecti: cose excellentissime et più volte experimentate. In la biblioteca vaticana: seu libraria secreta del papa: nuouamente rotrouati dal custode Meser Romulo Aretino. In Perosia, per Baldasarre Francescho Cartolaio, 5 décembre 1522.
- Il modo di Imparare di scriuere lettera Merchantescha Et etiam, à far lo Inchiostro, et cognoscere . la Carta. Con el modo de temperare la . penna. Composto et fatto per lo Ingenioso Maistro Eustachio Cellebrino da Vdene lo anno santo .M.V.xxvi. [Venise, 1525].
- La dechiaratione per che non e venuto il diluuio del MDXXIIII. In Venetia, per Francesco Bindoni & Mapheo Pasini compagni, [1525?].
- Opera nuoua chiamata Pantheon: nella quale si contiene varii capitoli & sonetti... 1525 (colophon: Vinegia, per Francesco Bindoni, & Mapheo Pasyni compagni, 1525 del mese di Decembrio).
- Questo e lo modo da guarir del mal francioso nouo, & vechio, occulto, & palese, piaghe, doglie, broze, & gomme con la purgatione, & oncione cosa excellentissima, & piu uolte experimentata, [Venise, Giovanni Antonio Nicolini da Sabbio], 1526.
- Opera noua piaceuole la quale insegna di far varie compositioni odorifere per far bella ciascuna dona et etiam agiontoui molti secreti necessarij alla salute humana como in la tabula se contiene intitulata Venusta. 1526 (colophon: Stampata nella inclita citta di Vinegia, apresso santo moyse nelle case noue Iustiniane, per Francesco di Alessandro bindoni, et Mapheo pasini compagni, nel 1526 di marzo).
- Formulario de lettere amorose, intitulato Chiaue damore. 1527. (colophon: Stampata nella citta di Venetia, per Francesco Bindone et Mapheo Pasini compagni, nella parrochia di santo Moyse nelle case Iustiniane, 1527 a di 23 del mese di nouembre).
- Opera noua che insegna a parecchiar una mensa a vno conuito: & etiam a tagliar in tauola de ogni sorte carne & dar li cibi secondo l'ordine che vsano gli scalchi per far honore a forestieri. Intitulata Refetorio appresso aggiontoui alcuni secreti apertinenti al cucinare & etiam a conseruar carne e frutti longo tempo. [1527].
- Opera noua excellentissima: la quale insegna di far vari secreti: & gentileze esperimentate sopra diuersi effetti come in ditta opra si contiene. Intitulata. Probatum est. [Cesena] (colophon: Stampata ad istantia de Christophano Tropheo da Forli, 1527).
- La presa de Roma. Per Eustachio Celebrino composta. M. D. XXVIII. (colophon: Stampata in Caesaena ad instantia de Lauttore).
- Essempio dun Giouane ricchissimo: qual consumata la ricchezza: disperato a vn Traue si sospese. Nel qual il Padre preuisto il suo fatal corso gia molti anni auanti infinito Tesoro posto hauea. Et quello Per il Carico fracassato: la occulta moneta scoperse. Con vn bellissimo Documento alli Figliuoli scorretti. M.D.XXX. (colophon: In Vinegia. Nelle Case de Gulielmo da Fontane de Monferrato, ad instanza de Matthio Padouano. Nelli Anni del Signore .M.D.XXX. A di .XVI. Aprile).
- Nouella de vno prete ilqual per voler far le corne a vn contadino se ritrouo in la merda lui e il chierico. Cosa piaceuole da ridere composta per Eustachio Celebrino. In Venetia, per Francesco di Alessandro Bindoni & Mapheo Pasini compagni, 1535.
- Opera a chi si dillettasse de saper domandar ciascheduna cosa in Turchesco. [senza note tipografiche].
- Eustachio Celebrino, Novella de uno prete, nuovamente messa in luce per cura di Danilo Romei, [Raleigh], Lulu («Opuscoli di Eustachio Celebrino», 1), 2014.